# دلتا طاووس
دلتا طاووس یک ستاره است که در صورت فلکی طاووس قرار دارد.